# Microdon abnormis
Microdon abnormis är en tvåvingeart som beskrevs av Charles Howard Curran 1925. Microdon abnormis ingår i släktet myrblomflugor, och familjen blomflugor.
Artens utbredningsområde är Venezuela. Inga underarter finns listade i Catalogue of Life.